# 蚌埠公交135路
蚌埠公交135路，是中国安徽省蚌埠市的一条公交线路，由张公湖首末站开往客运北站，由蚌埠市公共交通集团有限公司运营、管理。

## 历史

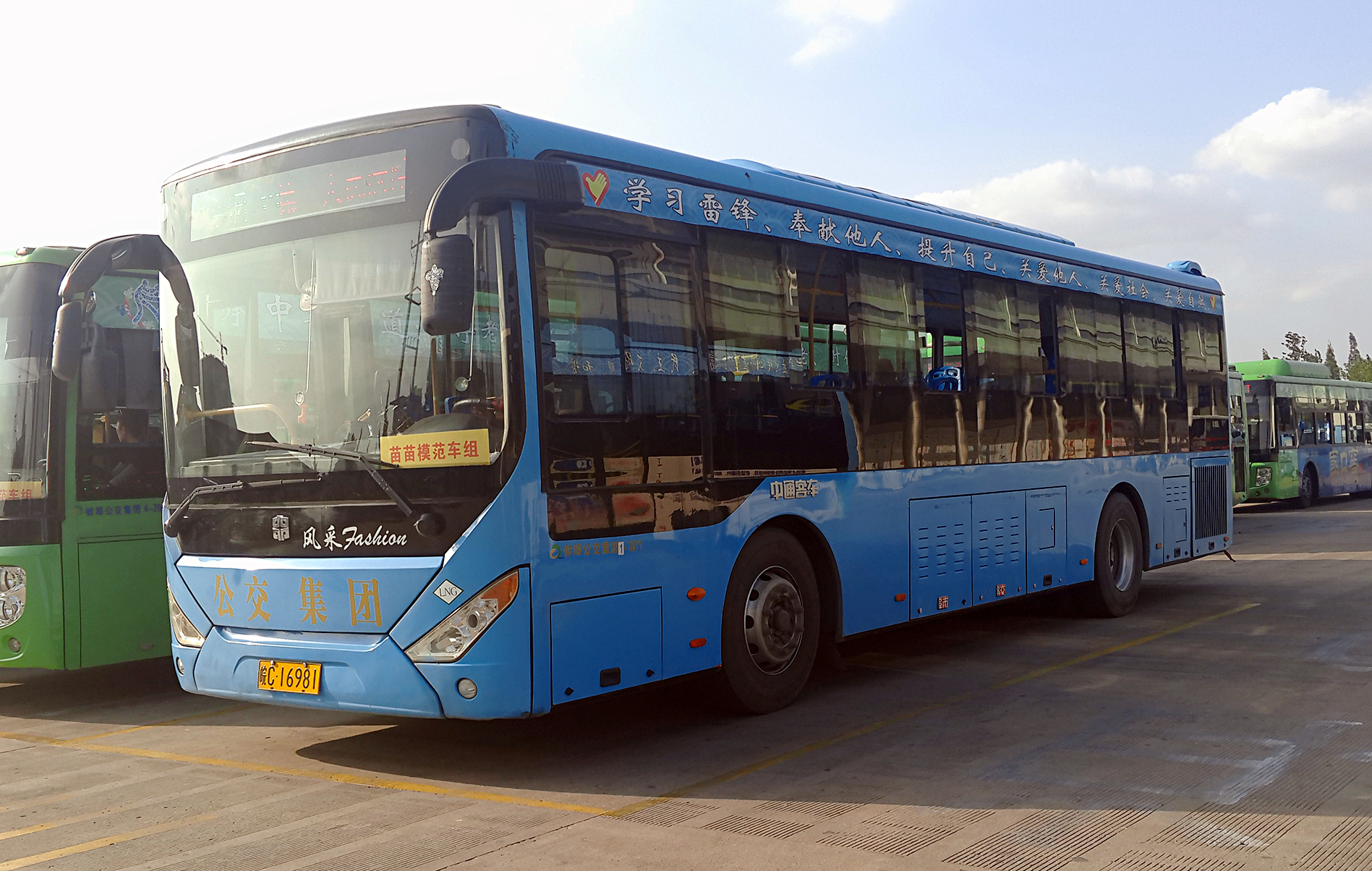
2013年使用中通客车的135路
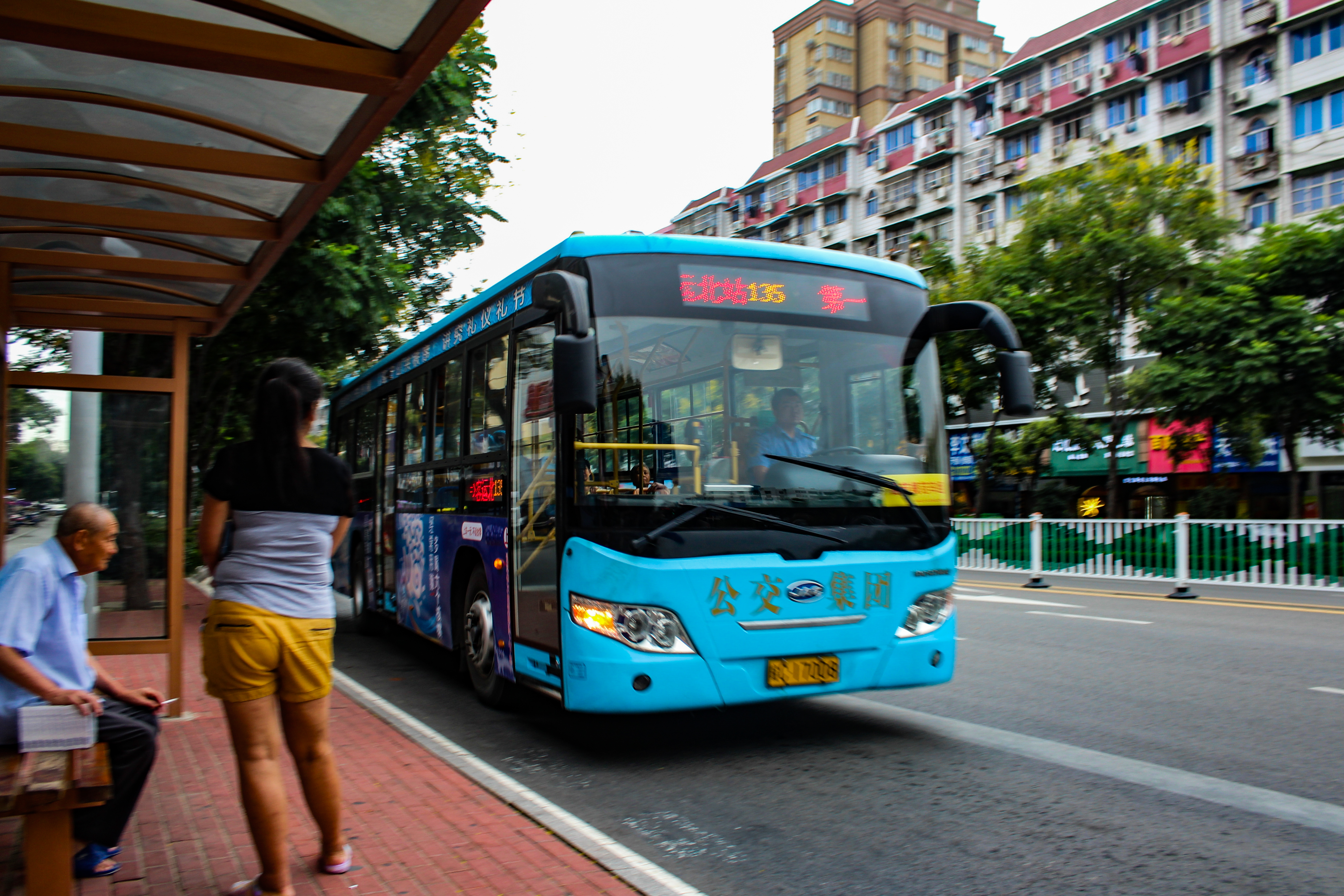
2013年使用江淮客车的135路
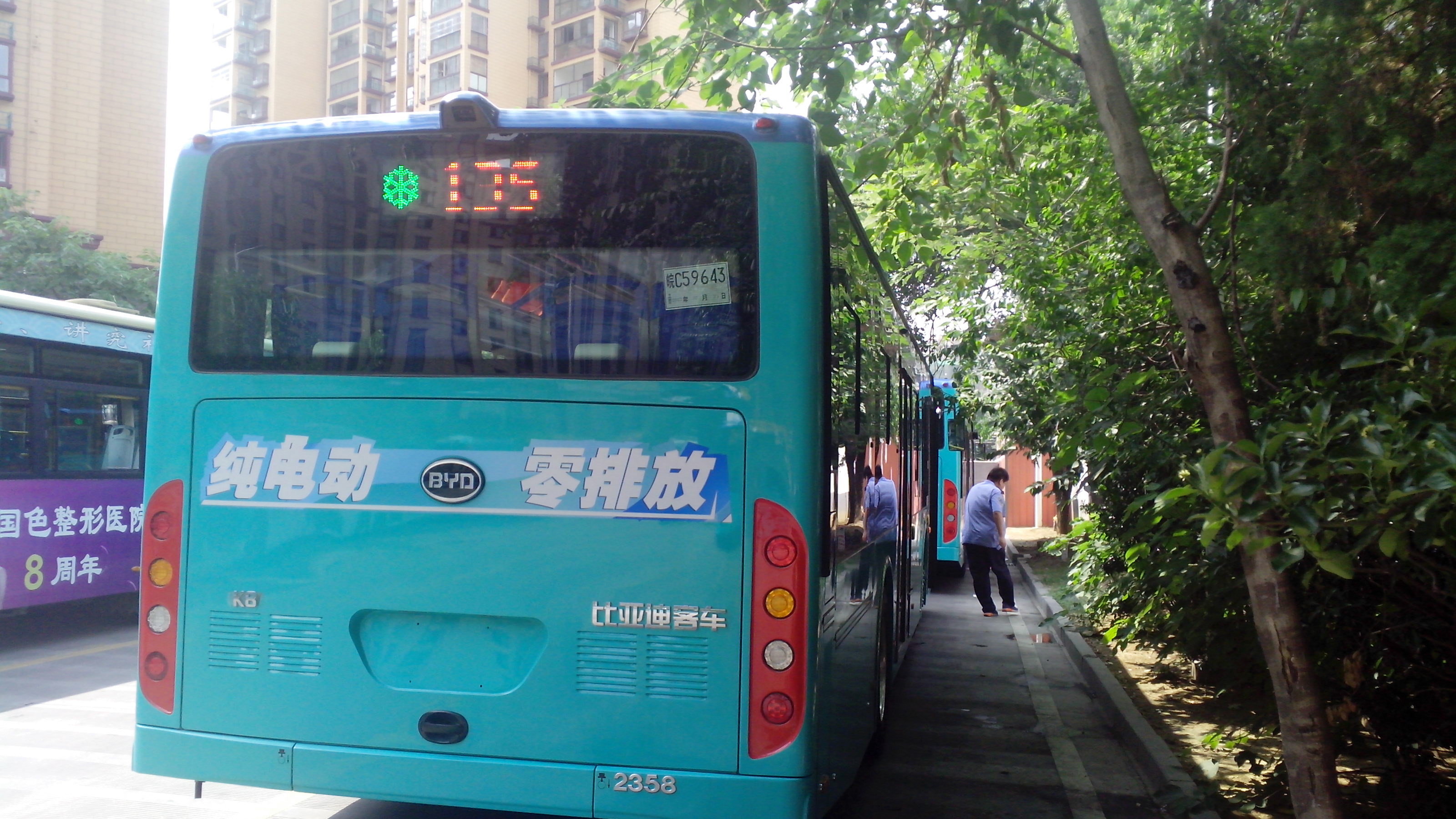
2017年6月已投入135路运营的比亚迪客车K8A型
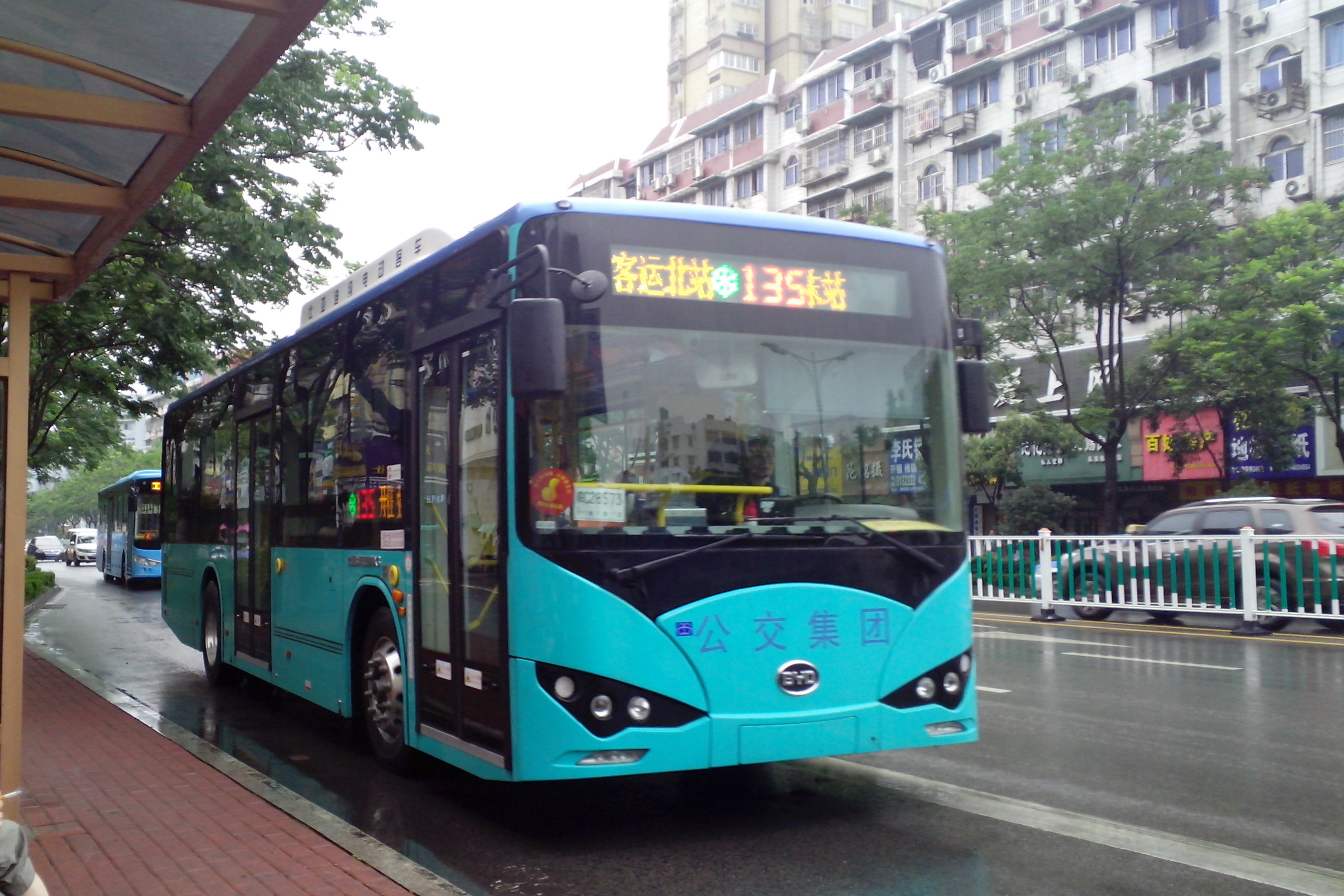
2017年7月135路在朝阳路·红旗一路站
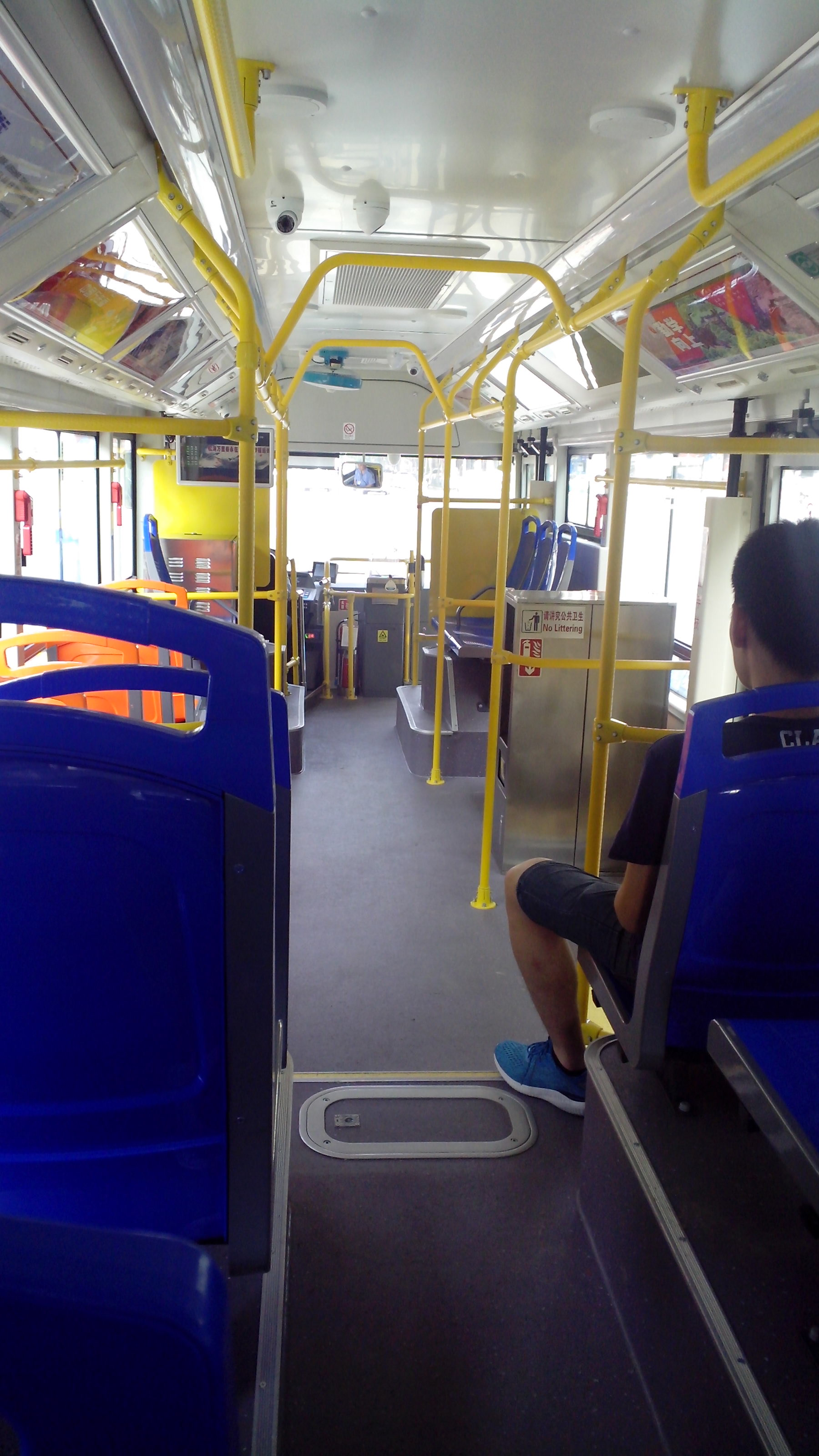
135使用的比亚迪K8A型客车内饰

- 2013年8月28日，蚌埠开通公交135路线。线路走向为：第一人民医院—涂山路—朝阳路—胜利路—纬四路—淮河路—朝阳路—淮上大道—区政府西路—区政府北路—区政府东路——双墩路—蚌宿路—龙华路—解放路—客运北站，与119路极其相似。[2]
- 2015年1月16日起，公交135路车临时绕道行驶，即由解放路—龙华路—昌明街—双墩路调整为解放路—龙华路—昌平街—双墩路回原线。原龙华路·物流路、安徽科技贸易学校两处停靠站暂不停靠。临时增设荷花园、昌平街两处停靠站。[3]
- 2016年5月28日，张公湖首末站和张公山首末站的升级改造工程竣工，101、119、135路公交车恢复原线。[4]
- 2016年7月16日起，135路公交车部分线路走向调整。具体调整为：由淮上大道—政府西路—双墩路至客运北站，调整为淮上大道—永康街—双墩路至客运北站。调整后，淮上区政府西、陶然北岸、双墩路·政府西路、桃花园、外滩花园(单边)取消，增设淮上区政府南、蚌埠市中医院南、蚌埠市中医院东、外滩花园(单边)四处停靠站。[5]
- 2017年，蚌埠公交集团购置500台比亚迪纯电动客车，其中部分比亚迪K8A型已投入135路。[6][7][8]

## 站点

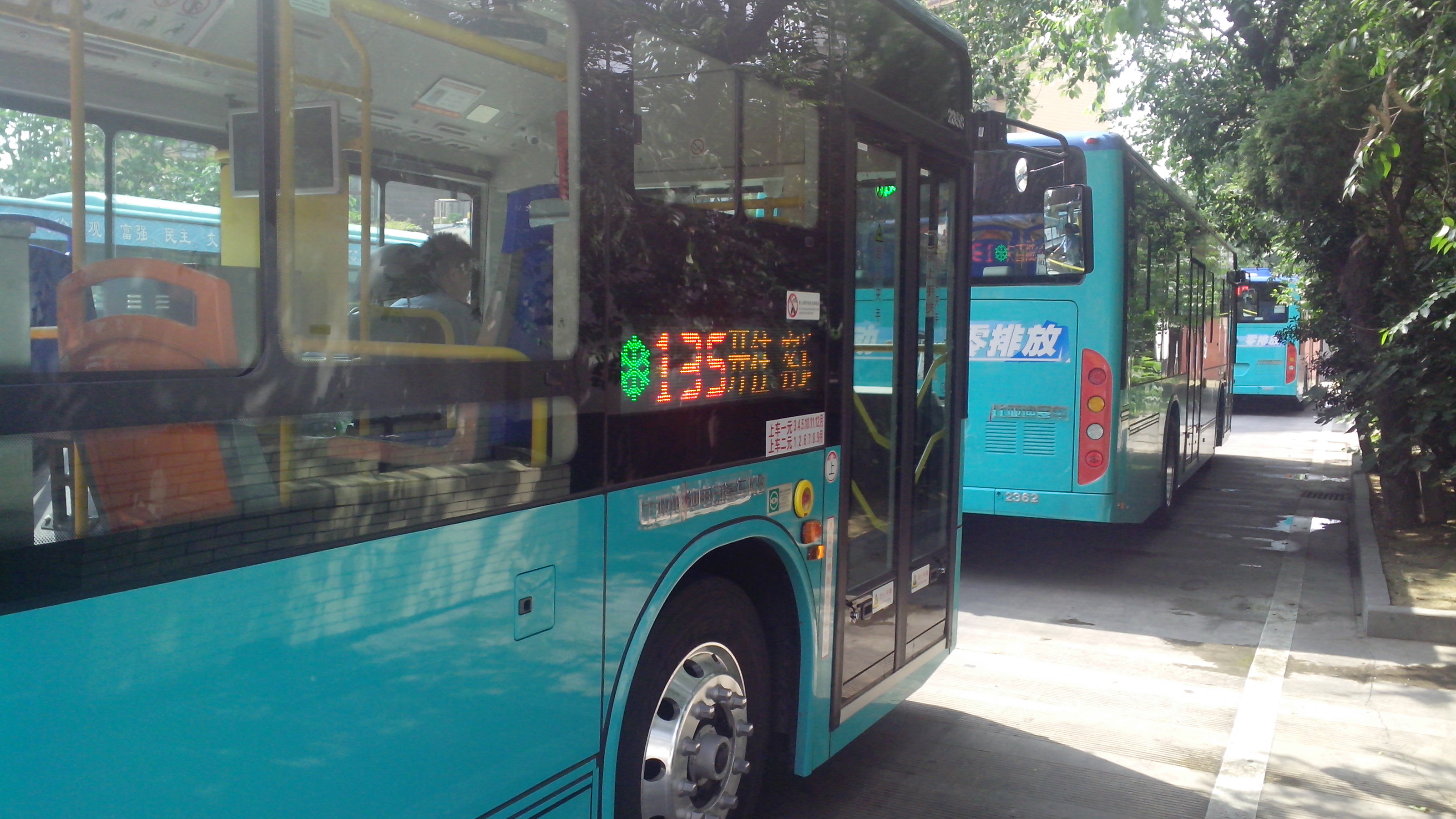
135路的LED屏

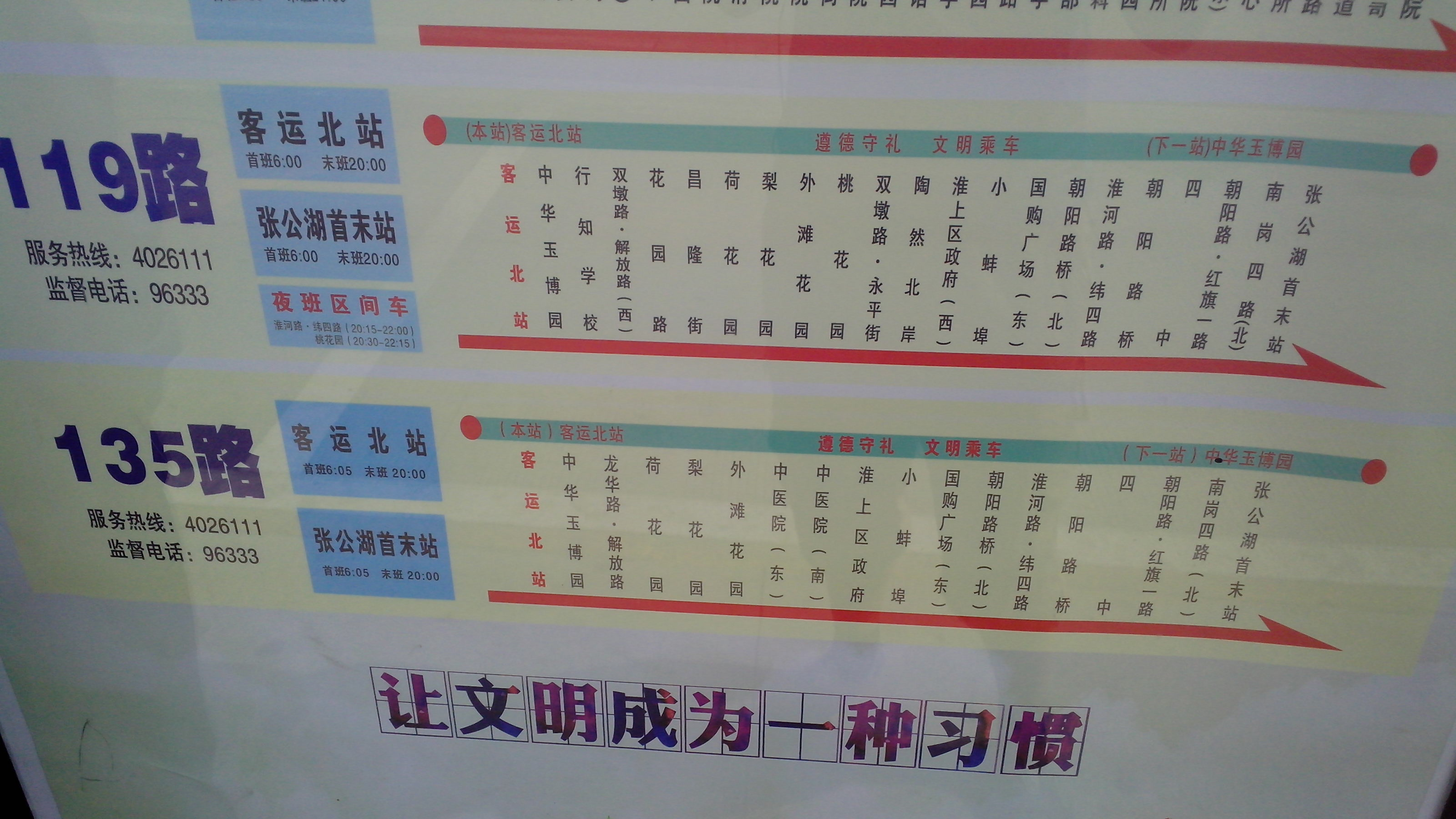
蚌埠公交119路与135路走向牌

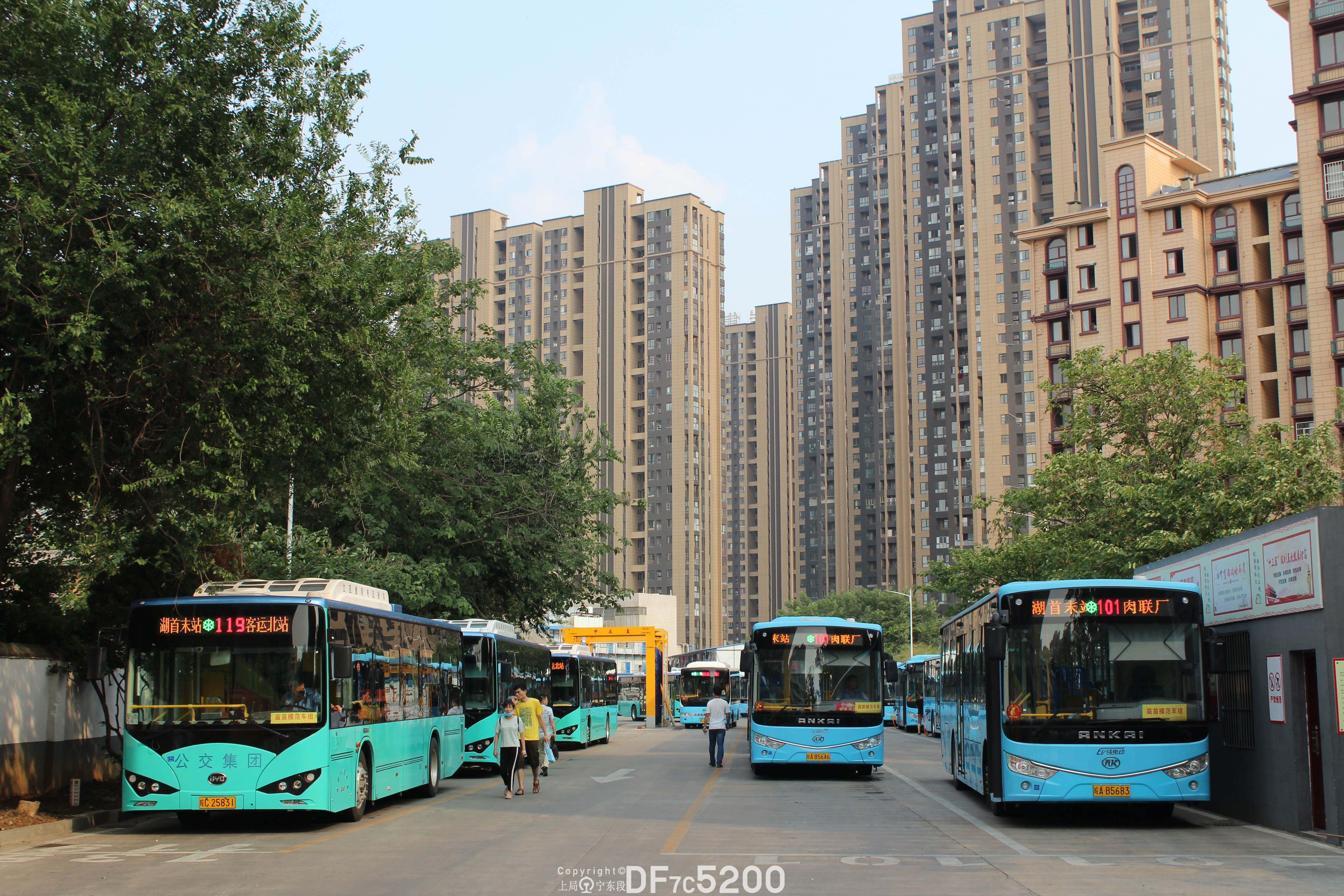
蚌埠公交101路，119路与135路在张公湖首末站

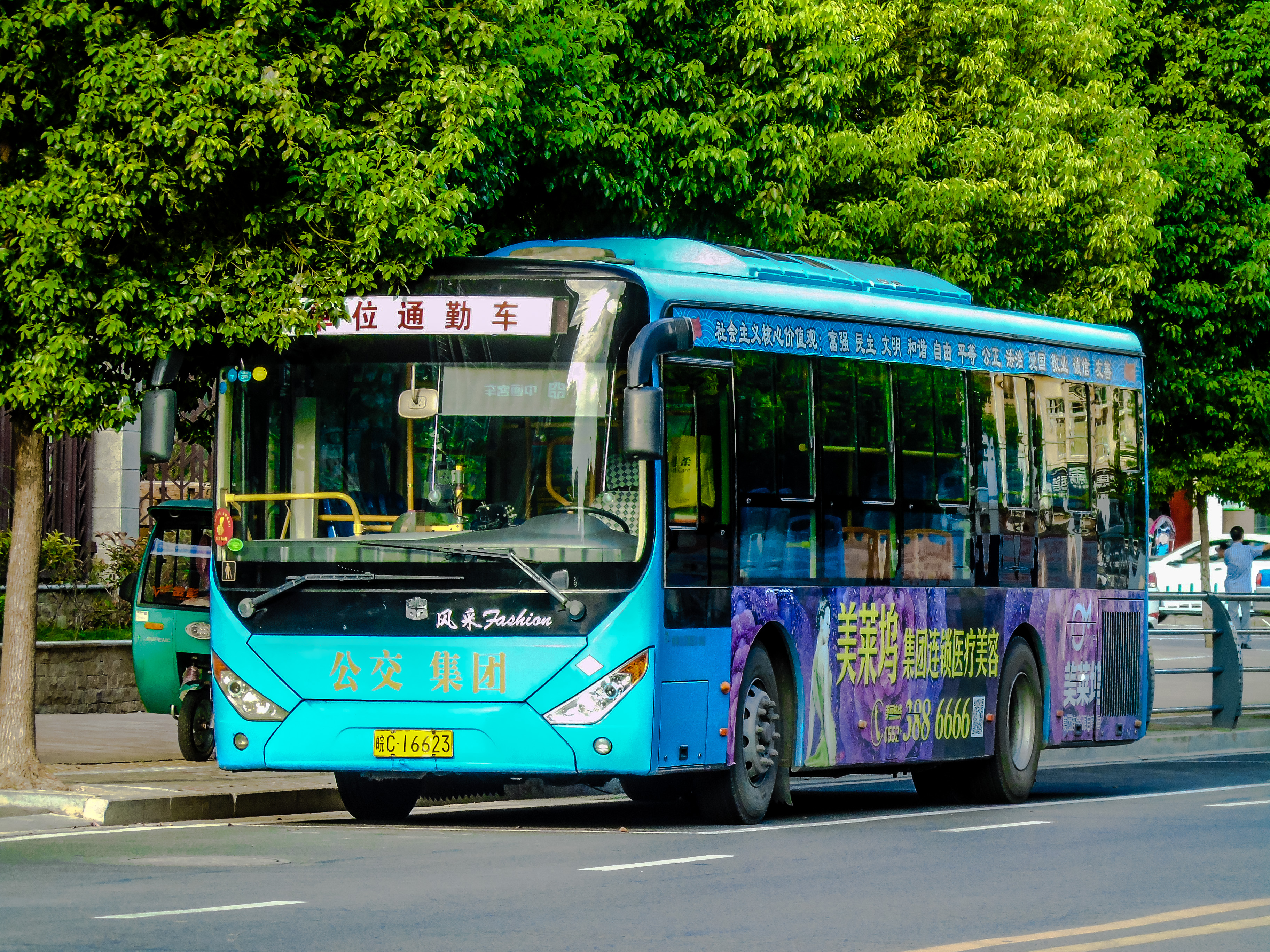
蚌埠公交135路退役车辆现为通勤车

### 途经站
- 往客运北站 ： 张公湖首末站 - 南岗四路（北） - 朝阳路·红旗一路 - 四中 - 朝阳路桥 - 淮河路·纬四路 - 朝阳路桥（北） - 国购广场（东） - 小蚌埠 - 淮上区政府 - 上河时代（单边）- 中医院（南） - 中医院（东） - 外滩花园 - 梨花园 - 安徽科技贸易学校 - 龙华路·物流路 - 龙华路·解放路 - 行知学校（单边）- 中华玉博园 - 客运北站
- 张公湖首末站 ：客运北站 - 中华玉博园 - 龙华路·解放路 - 龙华路·物流路 -安徽科技贸易学校 - 梨花园 - 外滩花园 - 中医院（东） - 中医院（南） - 淮上区政府 - 小蚌埠 - 国购广场（东） - 朝阳路桥（北） - 淮河路·纬四路 - 朝阳路桥 - 四中 - 朝阳路·红旗一路 - 南岗四路（北） - 张公湖首末站

### 换乘站
以下内容均统计自：蚌埠市公共交通集团有限公司营运线路一览表 
- 张公湖首末站（第一人民医院门诊部）：102路,104路,111路,119路（单边）,120路,121路,150路,城际公交302路
- 南岗四路北（单边）:101路，119路（单边）,136路
- 朝阳路·红旗一路:103路,104路,119路,126路,136路,环线1路
- 四中（单边）:101路,103路,104路,119路,126路,136路,环线1路
- 朝阳路桥:102路，106路，108路，116路，119路
- 淮河路·纬四路:105路，110路，102路,119路,128路
- 朝阳路桥（北）:119路,125路,126路,136路,201路，202路
- 国购广场（东）:119路,125路,126路,201路
- 小蚌埠:119路,136路,202路
- 淮上区政府:136路,202路
- 上河时代（单边）:136路
- 外滩花园:119路,202路,205路
- 梨花园:119路,202路,205路
- 行知学校（单边）:111路,119路,205路
- 中华玉博园:109路,111路,119路,205路，218路
- 客运北站:109路,111路,119路,205路,218路

## 票价
- 未持卡乘客普通车投币1元，空调车投币2元。
- 持普通电子钱包卡普通车0.9元/次，空调车1.8元/次。
- 持学生月票卡普通车0.18元/次，成人卡0.36元/次，空调车加1元。
- 持老人卡、拥军卡、爱心卡的乘客免费乘车。[9]

## 资料来源
1. ↑  .   [2017-07-03]. （原始内容存档于2017-08-02）.
2. ↑  蚌埠市多条公交线路有“大动作”[永久]
3. ↑  2015年1月16日起，公交135路车临时绕道行驶[永久]
4. ↑  101、119、135路将恢复原线，预计本月28号投入使用
5. ↑  蚌埠135路公交车部分线路调整走向
6. ↑  .   [2017-07-03]. （原始内容存档于2019-07-23）.
7. ↑  .   [2017-07-03]. （原始内容存档于2017-07-31）.
8. ↑  .   [2017-07-03]. （原始内容存档于2017-07-31）.
9. ↑  .   [2017-07-03]. （原始内容存档于2018-03-09）.